# 阿尔丰当
阿尔丰当是葡萄牙贝雅区的一个堂区。总面积51.9平方公里，总人口998人，人口密度19.2人/平方公里。